# Vladimir Arabadzhiev
Vladimir "Velado" Arabadzhiev - em búlgaro: Владимир "Владо" Арабаджиев (Plovdiv, 16 de março de 1984) é um piloto de automobilismo búlgaro
É o primeiro piloto búlgaro a participar de uma categoria automobilística de maior nível - no caso, a GP2 Series. É piloto da FMS Coloni desde o início da temporada.